# Živalji
Živalji är en ort i Bosnien och Hercegovina.   Den ligger i entiteten Federationen Bosnien och Hercegovina, i den centrala delen av landet, 40 km norr om huvudstaden Sarajevo. Živalji ligger 675 meter över havet och antalet invånare är 162.
Terrängen runt Živalji är lite bergig. Närmaste större samhälle är Visoko, 16,4 km söder om Živalji. 
Omgivningarna runt Živalji är en mosaik av jordbruksmark och naturlig växtlighet. Runt Živalji är det ganska tätbefolkat, med 93 invånare per kvadratkilometer.